# Силвер-Сити (Невада)
Си́лвер-Си́ти — маленький городок в штате Невада, США. Входит в состав округа Лайон. Население — 170 чел. (по переписи 2000 года).

## География и климат
Силвер-Сити расположен на западе штата Невада, в пустынной местности Дикого Запада. К востоку от города находится Большой Бассейн, к западу начинаются горы Сьерра-Невада.
Примерно в 18 км к юго-западу располагается город Карсон-Сити.

## История

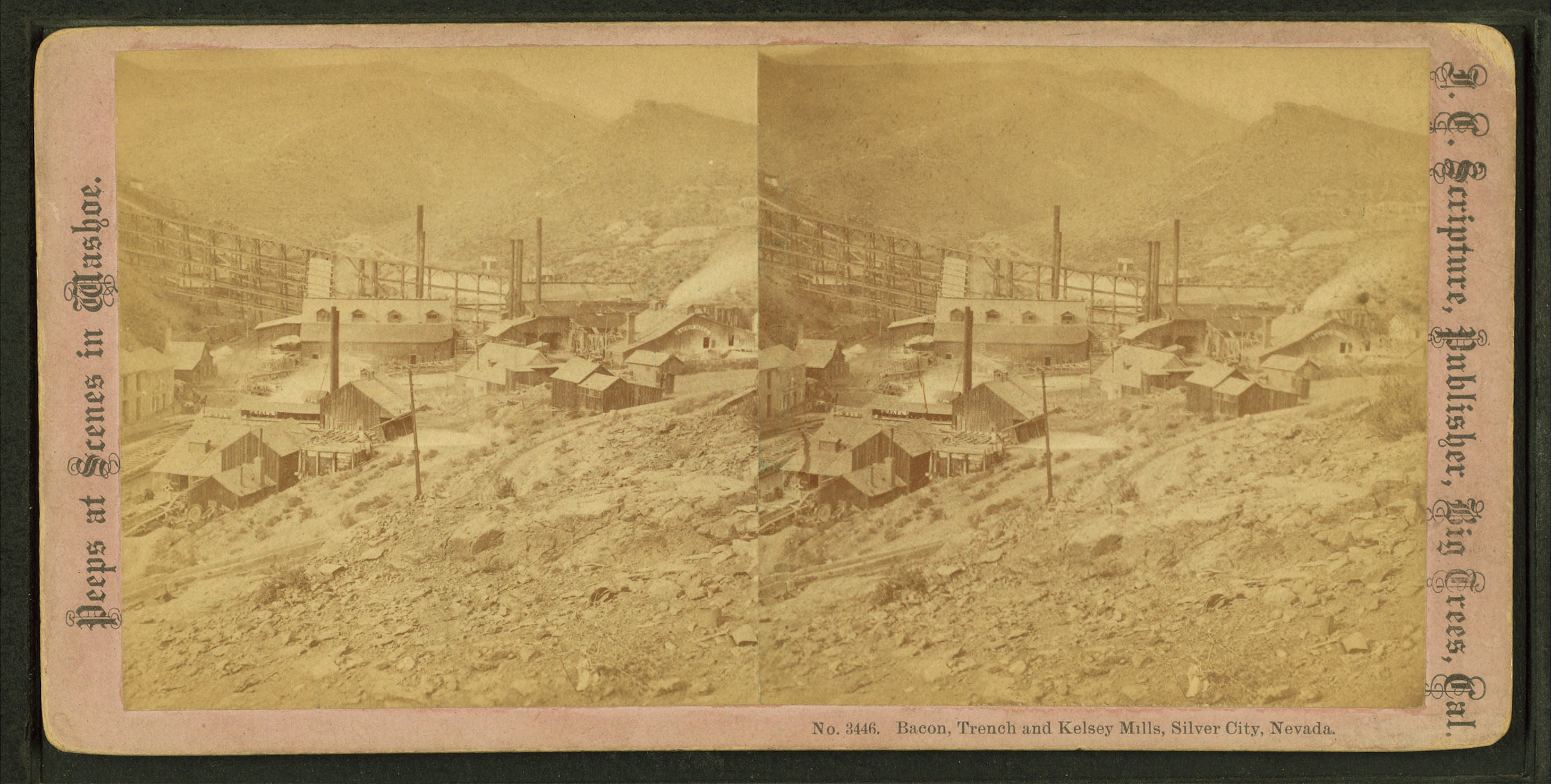
Предприятия Силвер-Сити, вторая половина XIX или начало XX века

Освоение этих мест американскими переселенцами началось в 1850 году, когда чуть севернее нынешнего Силвер-Сити был найден первый золотой самородок. В течение десяти последующих лет шёл приток золотоискателей; также здесь проходил оживлённый путь в Вирджиния-Сити и Комсток-Лоуд.
В 1860 году, после окончания Пайютской войны, жители возникшего к тому моменту поселения соорудили укрепления, а также дробилку для породы. В 1861 году в Силвер-Сити был уже целый ряд зданий, несколько салунов, 4 гостиницы. Население составляло 1200 человек. В то время, как рос соседний город Вирджиния-Сити, Силвер-Сити превратился в важный перевалочный пункт для прибывающих на Дикий Запад; здесь переселенцы свободно могли приобрести лошадей или домашний скот. В то же время, на местной дороге, проходящей чуть южнее Силвер-Сити, через так называемые Дьявольские Ворота (англ. Devil's Gate), стали весьма частыми случаи грабежа — добычей преступников обычно становились часы, кошельки, а также золото и серебро, перевозимые копателями и переселенцами.
Город процветал на протяжении ряда лет, несмотря на то, что здешние месторождения золота никогда не были столь же богатыми, как в Вирджиния-Сити или Голд-Хилле (англ. Gold Hill — буквально «Золотой холм»). После того, как в 1869 году было завершено строительство железной дороги Вирджиния — Траки, Силвер-Сити начал постепенно приходить в упадок. 
В настоящее время это маленький городок, сохранивший следы существовавшей здесь некогда бурной жизни — исторические постройки и разработанные золотоносные месторождения.

## Силвер-Сити в культуре
- В Силвер-Сити, согласно сюжету, произошли события, ставшие основой действия романа Рекса Стаута «Команда Хлыста» (другой перевод — «Команда Раббера», от англ. rubber — резинка, хлыст, жгут)[3].
- В Силвер-Сити направляется главный герой американского вестерна 1948 года «Серебряная река».